# Tatankaceratops
A Tatankaceratops a hüllők (Reptilia) osztályának dinoszauruszok öregrendjébe, ezen belül a madármedencéjűek (Ornithischia) rendjébe és a Ceratopsidae családjába tartozó nem.

## Tudnivalók
A Tatankaceratops Dél-Dakota állam területén élt a késő kréta korszakban. Típusfaja, a Tatankaceratops sacrisonorum Ott & Larson, 2010. 2011-ben Nick Longrich újratanulmányozta az állatot; tanulmányát ki is adta. Longrich szerint a Tatankaceratopsnak felnőtt és fiatal Triceratops vonásai is vannak. Szerinte ez az állat törpe Triceratops is lehet, vagy egy olyan példányról lehet szó, amelynek növekedése hirtelen, valami okból leállt.
A Tatankaceratops „bölény ceratopsiát” jelent, mivel sziú nyelven a „tatanka” bölényt jelent.

## Fordítás
Ez a szócikk részben vagy egészben  a   Tatankaceratops című angol Wikipédia-szócikk fordításán alapul.  Az eredeti cikk szerkesztőit annak laptörténete sorolja fel. Ez a jelzés csupán a megfogalmazás eredetét és a szerzői jogokat jelzi, nem szolgál a cikkben szereplő információk forrásmegjelöléseként.